# Яснево (Галичский район)
Яснево — деревня в составе Дмитриевского сельского поселения Галичского района Костромской области России.

## География
Деревня числится в каталоге Росреестра на 21.12.2011 под №6503 с координатами 58° 21' с.ш. 42° 15' в.д., однако на современных картах не отмечена.
В то же время на картах отмечена деревня Апушкино — это название носила деревня Яснево до 1997 года.
Согласно Спискам населённых мест Российской империи 1872 года и Списку населённых мест Костромской губернии 1907 года деревня Апушкино располагалась у речки Светица

## История
Деревня Яснево образована как вновь возникший населённый пункт постановлением Костромской областной Думы № 133 от 26 июня 1997 года. До этого носила название Апушкино.
Ранее деревня Апушкино принадлежала небогатому помещику Г. Ф. Апушкину. Потом Апушкино по наследству перешло к Полозовым.
Согласно Спискам населённых мест Российской империи в 1872 году деревня Апушкино относилась к 1 стану Галичского уезда Костромской губернии. В ней числилось 16 дворов, проживало 51 мужчина и 65 женщин.
Согласно переписи населения 1897 года в деревне Апушкино проживало 109 человек (42 мужчины и 67 женщин).
Согласно Списку населённых мест Костромской губернии в 1907 году деревня Апушкино относилась к Фоминской казённой волости Галичского уезда Костромской губернии. По сведениям волостного правления за 1907 год в деревне числилось 28 крестьянских дворов и 150 жителей. Основными занятиями жителей деревни были сельское хозяйство и малярный промысел.
До 2010 года деревня относилась к Челменскому сельскому поселению.

## Население
| 2008 | 2010 | 2012 | 2014 |
| ---- | ---- | ---- | ---- |
| 3    | ↘0   | ↗3   | →3   |